# Roger Hunt
Roger Hunt, MBE (* 20. Juli 1938 in Golborne; † 27. September 2021 in Warrington) war ein englischer Fußballspieler. Der Weltmeister von 1966 bestritt für den FC Liverpool insgesamt 492 Pflichtspiele und ist hinter Ian Rush mit 286 Treffern der Spieler mit den zweitmeisten Toren (245/286) in der Geschichte der „Reds“.

## Sportlicher Werdegang
Roger Hunt kam 1959 zum FC Liverpool und entwickelte sich zu einem der erfolgreichsten Stürmer des Clubs. Er schoss im Laufe seiner Karriere 286 Tore für Liverpool. Nur Ian Rush übertraf ihn in den frühen 1990er Jahren – in Bezug auf die 245 Ligatore ist Hunt bis heute Rekordhalter. Mit dem FC Liverpool wurde er 1964 und 1966 englischer Meister und gewann 1965 das Pokalfinale. 1966 kam er mit seinem Verein ins Finale des Europapokals der Pokalsieger, das er gegen Borussia Dortmund mit 1:2 verlor. Im selben Jahr gewann er mit der englischen Nationalmannschaft die Fußball-Weltmeisterschaft in seinem Heimatland. Als Sturmpartner von Geoff Hurst bestritt er alle Spiele seiner Mannschaft bei diesem Turnier und schoss im Vorrundenspiel gegen Frankreich zwei Tore. Bei der Fußball-Europameisterschaft 1968 kam er bis ins Halbfinale. Jedoch verlor England mit 0:1 überraschend gegen Jugoslawien. Insgesamt bestritt er von 1962 bis 1969 34 Länderspiele, in denen er 18 Tore schoss.
Im Jahre 1969 wechselte Hunt zu den Bolton Wanderers und beendete dort im Jahr 1972 seine Karriere.
Am 27. September 2021 starb Hunt nach langer Krankheit.

## Erfolge
- Weltmeister: 1966
- Englischer Meister: 1964, 1966
- FA-Cup-Sieger: 1965
- Charity-Shield-Gewinner: 1964 (geteilt), 1965 (geteilt), 1966